# Hubert Van Innis
Gerardus Theodorus Hubertus (Hubert) Van Innis (Elewijt, 24 februari 1866 - Zemst, 25 november 1961) was een Belgisch boogschutter. 

## Levensloop
Van Innis was de negende telg in een landbouwersgezin te Elewijt. Omstreeks zijn 10e levensjaar sloot hij aan bij de boogschuttersclub 'Gilde van Sint-Hubertus' en op zijn veertiende won hij de 'Grote Prijs van de Koningin van Nederland', een wedstrijd die hij zeven keer won. In 1904 vestigde hij in Le Touquet met een schot van 256,89 meter een record in het afstandschieten.
Met negen olympische medailles is hij tot op vandaag Belgisch recordhouder in het aantal behaalde Olympische medailles. Hij is tevens de succesvolste boogschutter op de OS. Van Innis heeft het boogschieten lang uitgeoefend. In 1933 werd hij op 67-jarige leeftijd voor de laatste maal wereldkampioen.
Van beroep was hij bierhandelaar te Schaarbeek. Aldaar richtte hij de schuttersvereniging 'La Fraternité' op, die in 1902 de eerste overdekte staande wip van het land oprichtte. Op zijn 94e verdween hij spoorloos en werd na een lange zoektocht teruggevonden in de omgeving van Charleroi. Hij overleed in een tehuis voor bejaarden te Zemst.
In Elewijt werd voor zijn 80e verjaardag een monument opgericht aan het toenmalig wipterrein aan de Barebeek, op grens van Elewijt en Perk. In 2021 verscheen over hem een boek van de Franse historicus Jean-Pierre Guilbert. Eveneens in Elewijt is er een 'Hubert Van Innisstraat' en sinds 2021 het 'Sportpark Hubert Van Innis'. In het Musée du Tir à l'Arc te Rixensart bevindt zich de winnende Olympische boog van Van Innis. Ook in het Sportimonium te Hofstade wordt van hem een boog tentoongesteld.

### Schuttersfamilie
Van Innis had drie dochters. Zijn kleinzoon Paul Prieels won brons met het Belgische team op de Wereldkampioenschappen boogschieten 1955. Hij trouwde met de dochter van Oscar Kessels, die samen met Van Innis in 1933 wereldkampioen werd met het Belgische team. Kessels was getrouwd met een dochter van Jérôme De Mayer, waarmee Van Innis in 1920 tweemaal goud won op de Olympische Zomerspelen te Antwerpen. Prieels zoon Philippe en Philippes dochter en meervoudig Europees kampioene Sarah Prieels zijn eveneens actief in het boogschieten.

## Palmares

### Olympische Spelen
- Olympische Spelen van 1900 in Parijs:
  -  (2x) in "Au Cordon Doré" (op 33m) en in "Au Chapelet" (op 33m)
  -  (1x) in "Au Cordon Doré" (op 50m)
- Olympische Spelen van 1920 in Antwerpen:
  -  (4x) in "Bewegend Doel" (op 28m en 33m) en in het ploegenklassement van het "Bewegend Doel" (op 33m en 50m)
  -  (2x) in "Bewegend Doel" (op 50m) en in het ploegenklassement van het "Bewegend Doel" (op 28m)

### Wereldkampioenschappen
- 1933:  Londen (team)
- 1934:  Båstad (team)
- 1935:  Brussel (team)